# الکساندر آربوزوف
الکساندر آربوزوف (انگلیسی: Aleksandr Arbuzov؛ ۱۲ اکتبر ۱۸۷۷ – ۲۲ ژانویهٔ ۱۹۶۸) یک شیمی‌دان اهل روسیه بود.
وی برندهٔ جوایزی همچون نشان لنین شده است.